# Passer (sterrenbeeld)

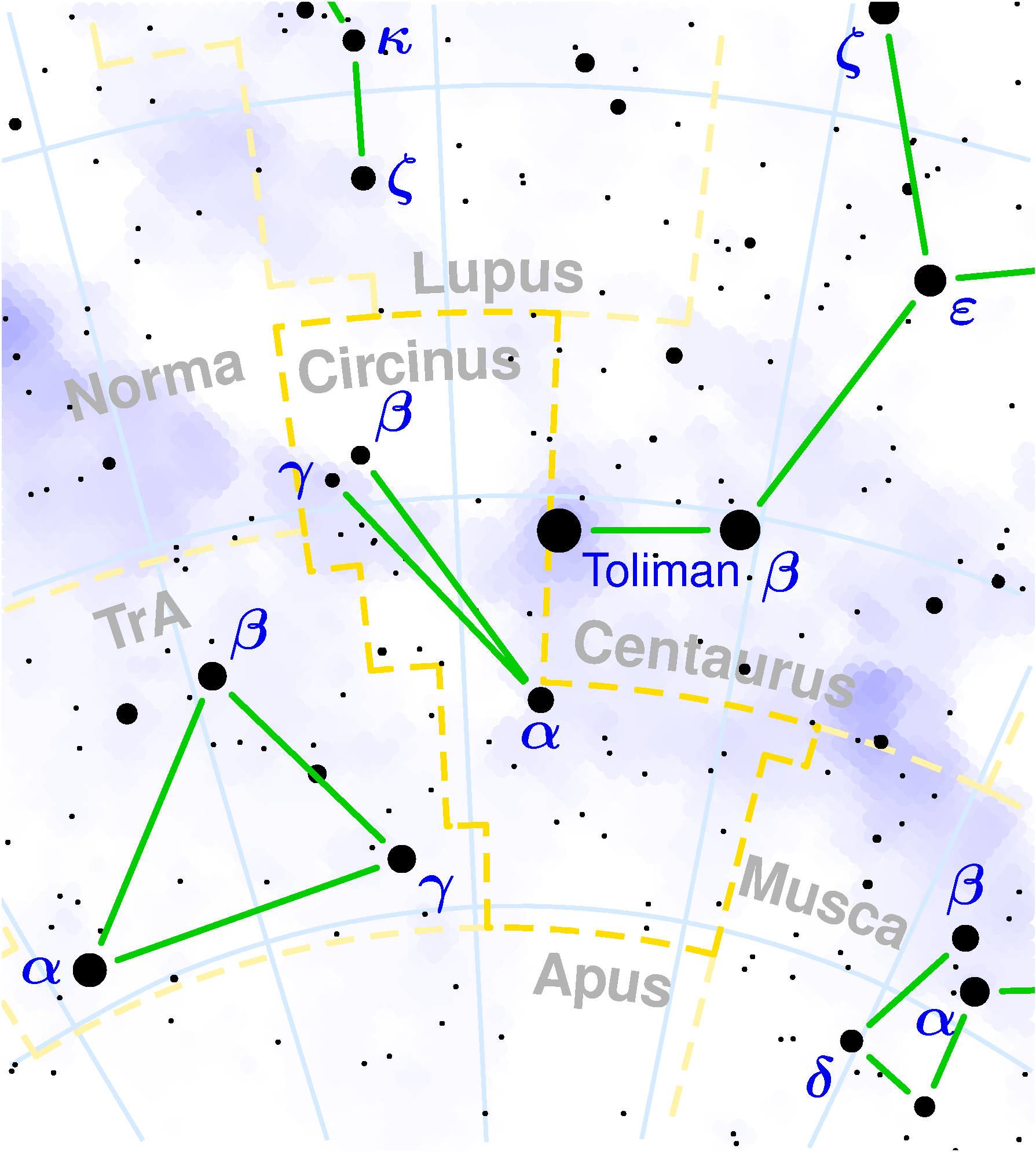
Kaart van het sterrenbeeld Passer.

Passer (Circinus, afkorting Cir) is een klein sterrenbeeld aan de zuidelijke hemelkoepel, liggende tussen rechte klimming 13u35m en 15u26m en tussen declinatie −54° en −70°. Het is vanaf de breedte van de Benelux niet te zien.
Het sterrenbeeld werd in 1752 ingevoerd door Lacaille.

## Sterren
Het sterrenbeeld bevat geen heldere sterren, de helderste, alpha Circini, heeft magnitude 3,19.

## Telescopisch waarneembare objecten
NGC 5288, NGC 5315, NGC 5359, NGC 5715, NGC 5823

## Wat is er verder te zien?
Niet met het blote oog te zien is Circinus X-1, een sterke bron van röntgenstraling. X-1 is een dubbelster die bestaat uit een normale hoofdreeksster en een zwaar maar compact object, waarschijnlijk een zwart gat. De materie die van de normale ster in het zwarte gat gezogen wordt is de oorzaak van de röntgenstraling.

## Aangrenzende sterrenbeelden
(met de wijzers van de klok mee)
- Wolf (Lupus)
- Centaur (Centaurus)
- Vlieg (Musca)
- Paradijsvogel (Apus)
- Zuiderdriehoek (Triangulum Australe)
- Winkelhaak (Norma)